# Київський крематорій
Київський крематорій — єдиний крематорій, який є у Києві. Збудований 1975 року поруч із Байковим кладовищем. З 1983 року при крематорії існує колумбарій.
Архітектори — Авраам Мілецький, Ада Рибачук, Володимир Мельниченко.
У крематорії є три прощальних зали та шість печей. Щоденно відбуваються 20-30 кремацій.
Посилання на офіційний сайт. [Архівовано 23 Березня 2022 у Wayback Machine.]

## Парк пам'яті
Проект створення Парку пам'яті, в комплекс якого входив би крематорій, зали прощання, зали для панахид, цивільних і військових почестей, почали розробляти наприкінці 1960-х років. Фор-проект архітектора Авраама Мілецького передбачав будівництво простої за формою прямокутної будівлі на терасованому схилі Байкового кладовища. Уже в 1968 році за участю Ади Рибачук і Володимира Мельниченка проект набув сучасного вигляду — два округлих зали прощання на подіумі, під яким прихований сам крематорій. Мілецьким був розроблений і проект Парку пам'яті з водоймою, стіною з рельєфом «Каріатиди Землі» та Вогнем Пам'яті, від якого пізніше відмовилися.

Було використано метод «примусового огляду», стіна посилювала відчуття трагедії. Спуск уздовж неї вів вниз, до рівня масових поховань, до землі трагедії і попелу. Над підпірною стіною піднята чаша з незгасним Вогнем Пам'яті.
— Єрофалов-Пилипчак Б. «Феерический Ава»
У готовому проекті передбачався зв'язок залів прощання з крематорієм 75-метровим підземним тунелем, а на схилах навколо планувалося влаштувати колумбарій. Пластику композиції авторської моделі 1986 року було втілено без змін завдяки клопіткій роботі архітекторів. На першому етапі моделювання архітектори «виліплює» паперові моделі залів прощання, перевіряли ефекти перспективи зйомкою з різних сторін, а при будівництві контролювали роботу геодезистів «Київпроекту» та працювали разом з електрозварником, конструювати каркас та опалубку будівлі.
Зали прощання — споруда з 15 двоопуклих і двовогнутих оболонок, 15 з яких виходять в небо. Самі Мельниченко та Рибачук називали будівлю «Світлобетоном» і «Храмом Неба». У 1974 році проект київського крематорію був відзначений Європейським союзом похоронної служби.

## Стіна Пам'яті та її ліквідація

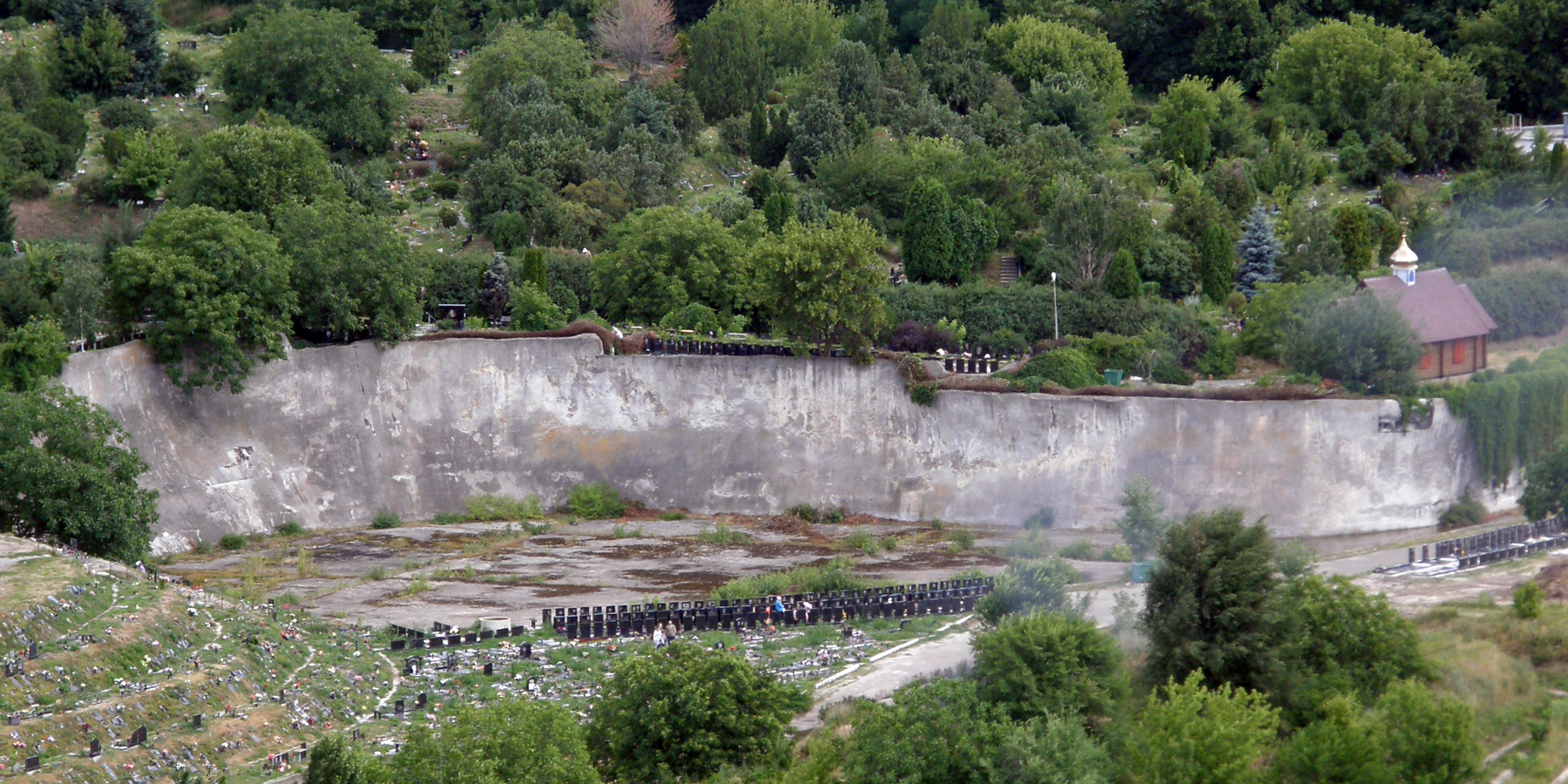
сучасний вигляд Стіни пам'яті

Одночасно зі спорудженням залів прощання, на нижній терасі комплексу, на підпірної стіні, що утримує будівлю залів, велося створення Стіни Пам'яті - грандіозного барельєфу на тему життя та смерті. Рельєфи збиралися з арматури на будівельному майданчику і кріпилися на стіну, де їх заливали бетоном. В рамках рельєфу планувався ряд композицій, в тому числі «Людина, що тримає в долоні вогонь», «Планета» з зображеннями людей із нержавіючої сталі, «Жінка, що тримає в долоні зелений паросток», «Той, хто піднімається з колін», «Зберегти вогонь», «Дощ», «Зелений лист», «Ікар», «Людина і вогонь», «Космонавти», «Людина, що тримає в долонях колос», «Творчість». Настільки грандіозних рельєфів за радянських часів в Києві більше не було.
А. Рибачук, фільм «Стіна»:

Всі знання, всі наші переконання втілилися, вся творчість втілилася у цей об'єкт, який ми вважаємо головною роботою свого життя, незважаючи на те нещастя, яке його спіткало. Його і нас.

Поразительный результат по глубине творческого подхода и философского осмысления казалось бы неблагодарной «траурной» задачи появился
благодаря плодотворному союзу с художниками-монументалистами. Говорят, у Авы было два любимых цвета — черный и белый. Поэтому сам Бог

Вражаючий результат по глибині творчого підходу і філософського осмислення здавалося б невдячного «траурного» завдання з'явився
завдяки плідному союзу з художниками-монументалістами. Кажуть, у Ави було два улюблених кольори — чорний і білий. Тому сам Бог
послав йому таких «кольорових» художників, що працюють з фарбами масштабно і яскраво, що використовують поливну глазур і відкриті кольори. Не менш важливим виявилося їхнє професійне почуття пластичної форми.
— Єрофалов-Пилипчак Б. «Феерический Ава»
Незважаючи на повну готовність, у 1981-1982 роках ряд владних структур УРСР (Київвиконком, Держбуд УРСР, Союз архітекторів України тощо) постановили припинити будівництво стіни та забетонувати її. Загальна позиція супротивників рельєфів стосувалася того, що їм «не місце на кладовищі». За твердженням Рибачук та Мельниченка, одним з головних ідеологів бетонування Стіни пам'яті був їх співавтор, архітектор Авраам Мілецький. Спеціально для знищення рельєфу була створена 11-а майстерня «Київпроекту» під керівництвом Авраама Мілецького, розформована після знищення Стіни у травні 1982 року.

Тоді [...] Ада і я були всюди, де тільки могли бути, де тільки встигали, тому що нас нікуди не запрошували, скрізь перед нами нахабно закривали двері. Присутність авторів на всіх закритих засіданнях взяв на себе самочинно, на правах Головного архітектора, А. Мілецький. [...] А. Мілецький постійно, особисто спілкувався з секретарями міськкому, вводив в оману, що проект закриття зроблять автори — АР і ВМ. У Москві в Спілці архітекторів брехав: «Ада і Володя мене підвели, з роботою не впоралися, будівництво кинули, рельєфи стіни зробити не встигли, зробили тільки ескіз в глині (ця брехня виявилася в 1989 році [...])». Переконував усіх від імені «Верхів», що рельєфи «Закрити треба»
— Рибачук А, Мельниченко В. «Ада. Загадочная и неистовая»
Офіційно у грудні 1981 року художньо-експертна комісія з образотворчого мистецтва та художньо-експертна рада з монументальної скульптури Міністерства культури УРСР та Держбуду УРСР визнали Стіну пам'яті неприйнятною з художньої виразності, а також чужою принципам соціалістичного реалізму з ідейно-тематичної спрямованості. Це і послужило приводом для знищення стіни.
У 1982 році на бетонування Стіни пішло 950 кубічних метрів бетону марки 300.

Ми свідомо уникали класифікації будь-якої нашої дії як «хуліганського вчинку» — ми вже бачили, як одного прекрасного сонячного новорічного січневого ранку 1982 року заарештували рельєфи. Під орудою людей у генеральських шинелях.
— Рибачук А, Мельниченко В. «Ада. Загадочная и неистовая»
За деякими версіями, причиною знищення Стіни Пам'яті став особистий конфлікт Мілецького з Мельниченком та Рибачук. Однак існують інші думки — свідки ситуації зі знищенням Стіни розділилися на два табори — ті, хто вважають Мілецького винуватим й ті, хто не бачать його провини. Звинувачення на його адресу можуть бути пов'язані з антисемітизмом на державному рівні та «викоріненням космополітизму», спрямованого проти радянських євреїв.

## Часткове відновлення Стіни Пам'яті
У травні 2018 року в рамках фестивалю Kyiv Art Week була відновлена невелика частина барельєфа площею близько 6 квадратних метрів. На фрагменті під назвою «Оборона Батьківщини» зображена фігура жінки, яка горном оголошує про війну. Роботи з відновлення фрагменту барельєфа контролював його співавтор, Володимир Мельниченко. У перспективі розглядається повне відновлення стіни, проте, стверджується, що деякі її фрагменти можуть бути пошкоджені безповоротно.

## Галерея

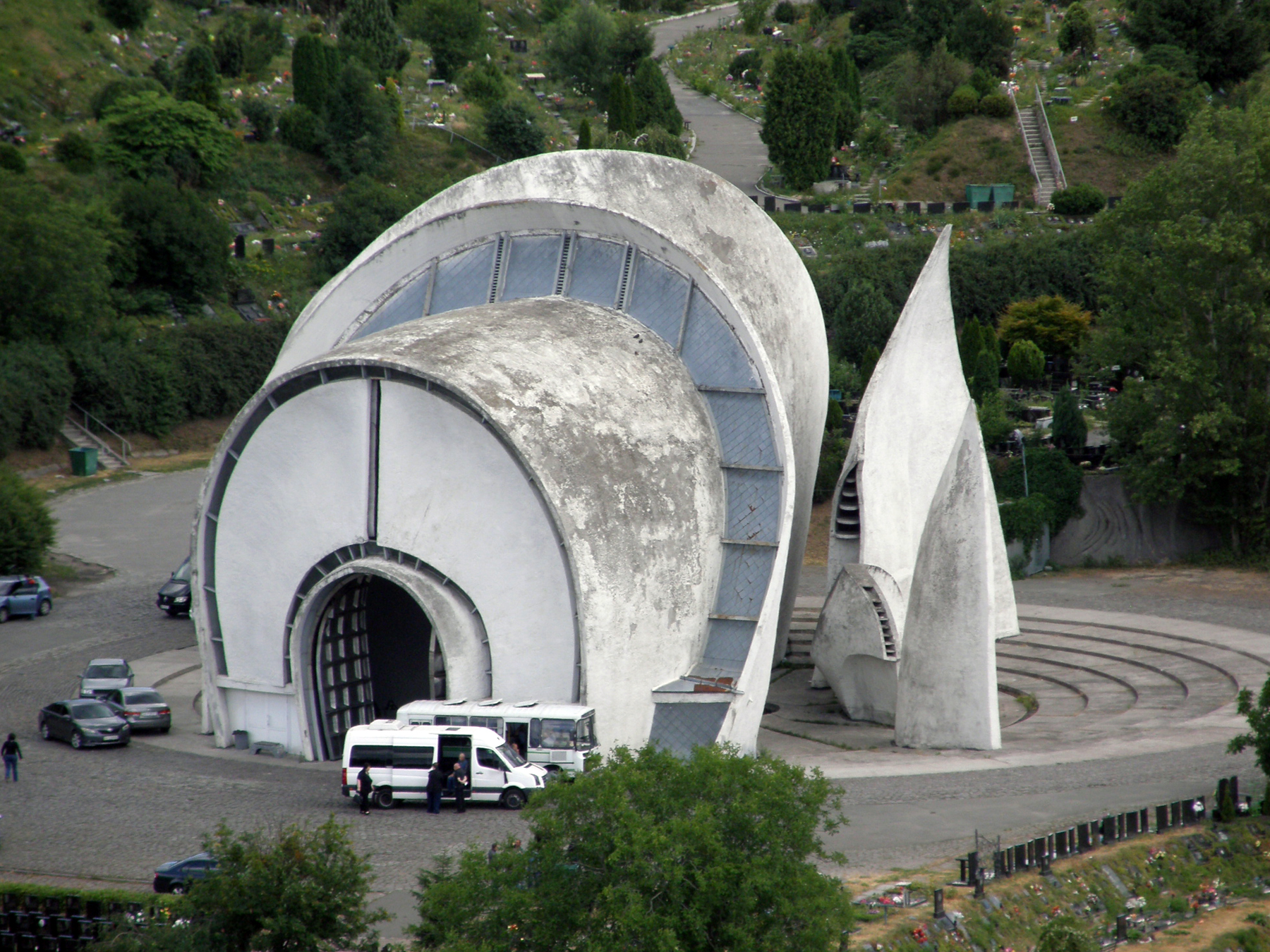
ритуальні зали
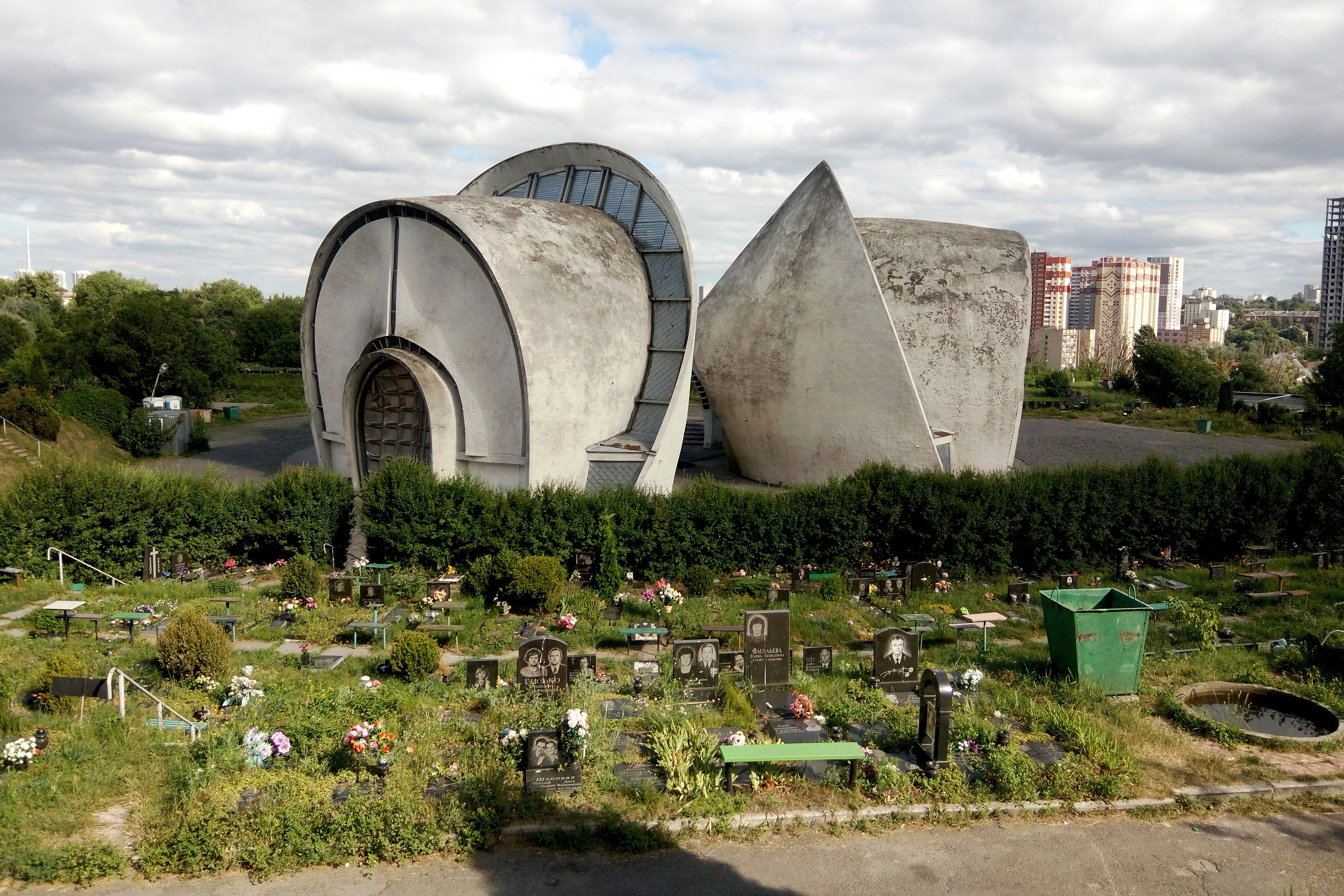
фрагмент колумбарію
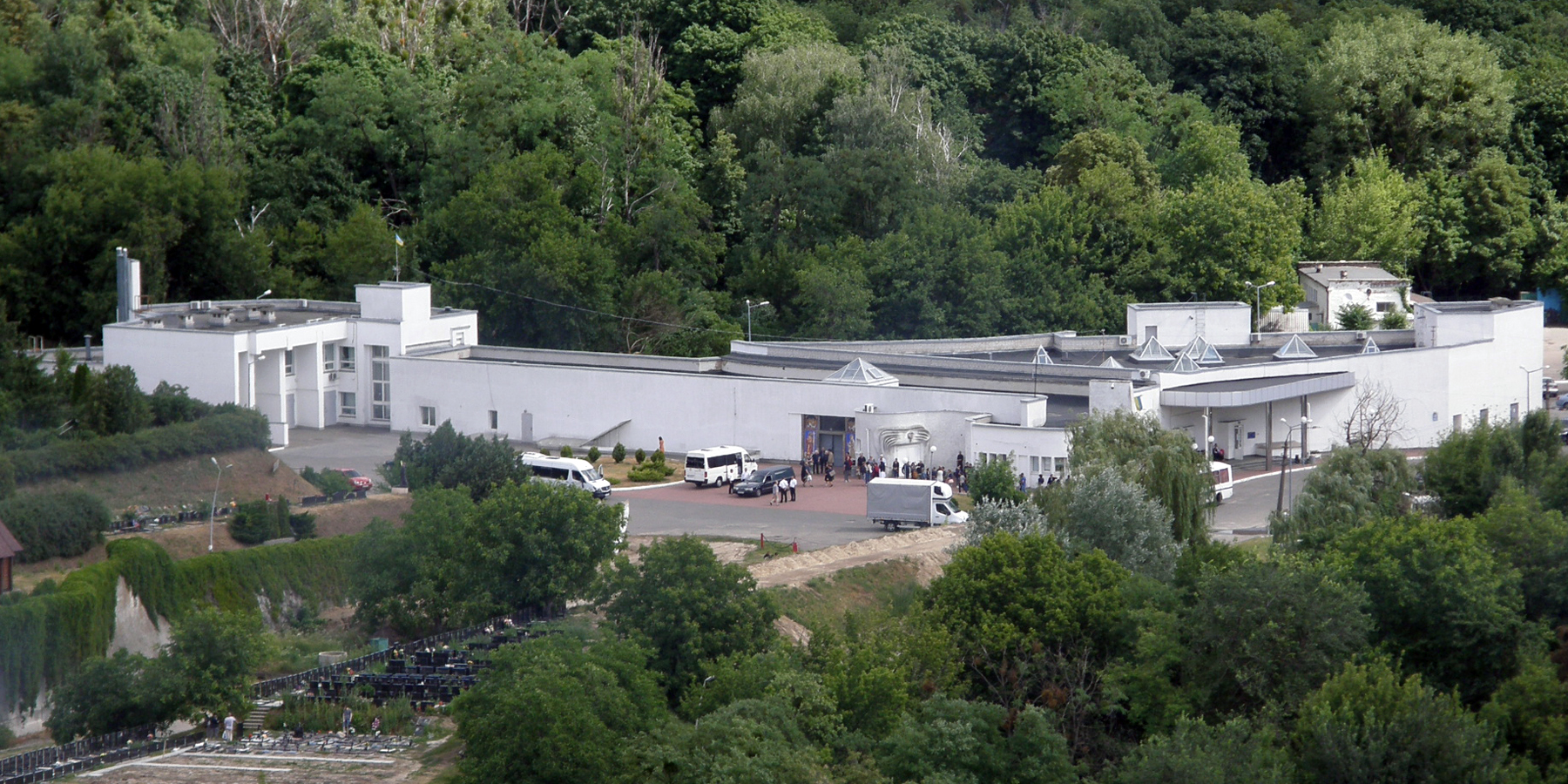
адміністративна будівля
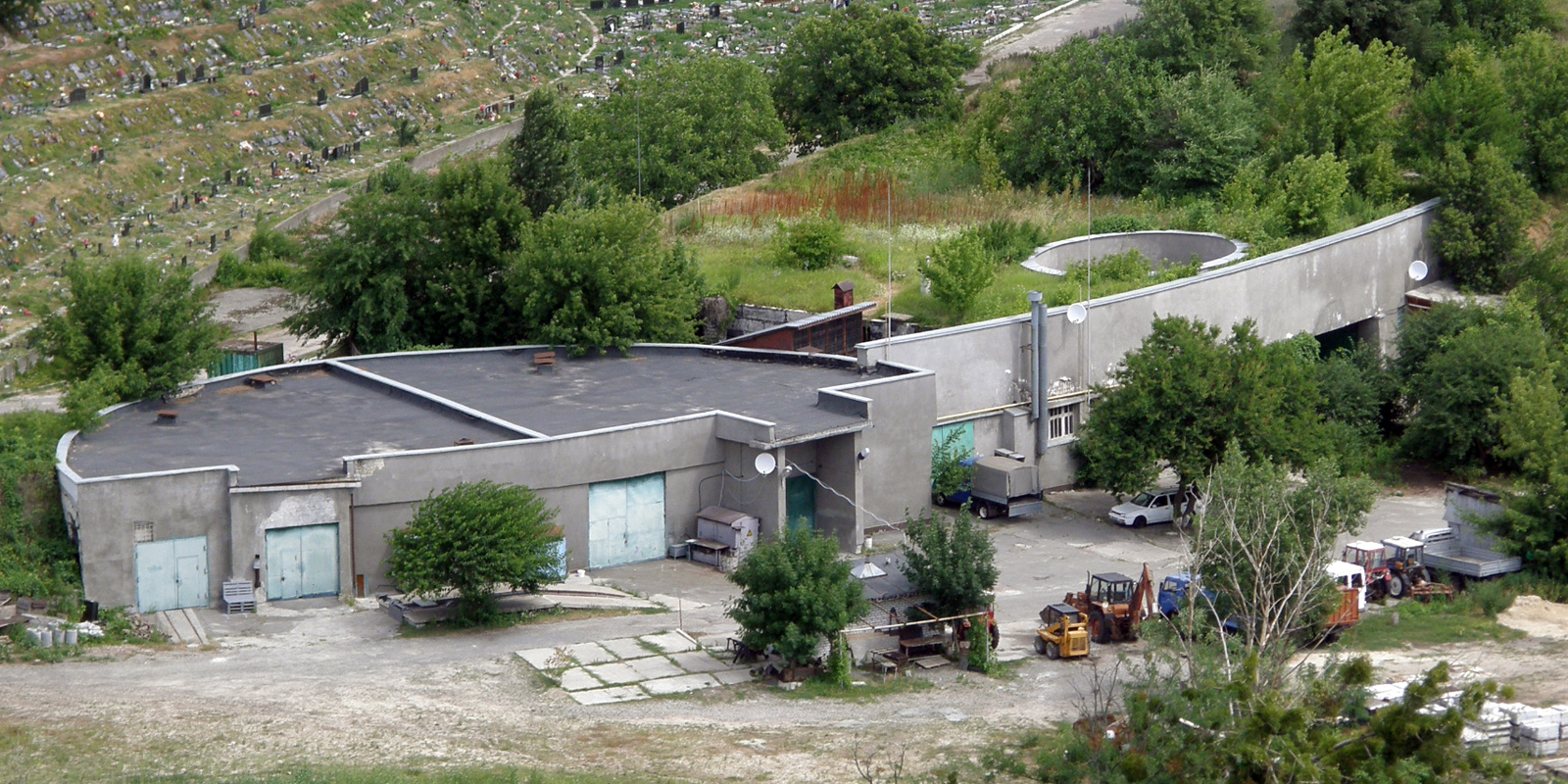
господарча будівля